# Apeiroeder
Apeiroeder je polieder, ki ima števno neskončno stranskih ploskev. Tvori ploskev brez mej. Običajni polieder nima mej, zato ker se zaključi sam v sebe. Apeiroeder pa nima mej, ker je njegova ploskev nezaprta oziroma nezaključena.
Proučeni sta dve glavni vrsti apeiroedrov:
- tlakovanje (pokritje, teselacija) ravnine
- poševni poliedri, ki napolnjujejo trirazsežni prostor

## Apeirotop
V splošnem je n-apeirotop neskončni n-politop.
Konveksno uniformno satovje je uniformni 4-apeirotop, ki napolnjuje trirazsežni prostor.